# 陶季容
陶季容（越南语：／），交阯人，明朝政治人物。
陶季容世代为世襲水尾縣土官。安南被明朝吞併後，在永樂四年獲授水尾縣知縣。五年，因鎮壓安南民變軍有功，升歸化直隸州知州。十八年，升宣化府同知，守北閑堡。宣德元年十二月癸未，派遣民兵阮執先追擊黎利的民变军。阮執先在清波縣被黎利擒獲，黎利釋放了阮執先，要求他與縣丞黃扲珠等人回去招降陶季容。陶季容大罵：「我本是土官，蒙朝廷授職賜敕諭重賚，守衛這片土地。背恩負德不是為臣之道，我誓不從反逆」。黃扲珠等人以兵威脅，陶季容卻不為所動。
宣德二年二月庚午，升宣化府知府。并引导明军在水尾击败安南军。三年八月丁酉，王通自安南撤军后，陶季容無家可歸，率领官署逃入明朝。明宣宗嘉念之，命賜銀幣、衣物，俾居京師。陶季容等人陳情要求居住在附近的雲南阿迷州，獲得批准，仍令有司各給房屋田地，時加存恤，毋致失所。